# بايونيتا
بايونيتا (بالإنجليزية: Bayonetta‎؛ باليابانية: ベヨネッタ‎، ‏بييونيتا) هي لعبة من نوع أكشن-مغامرات. صدرت في عام 2010 وهي متوفرة لـ بلاي ستيشن 3 وإكس بوكس 360 والحاسب الشخصى وهي من تطوير بلاتينيوم جيمز ونيكس انترتيمنت ونشر شركة سيجا. صدر لاحقا جزء ثان للعبة بعنوان بايونيتا 2 في سنة 2014.

## موجز
تقع أحداث القصة في مدينة خيالية في أوروبا تسمى «فيجريد». بطلة اللعبة هي ساحرة قادرة على التحول واستخدام مختلف الأسلحة النارية تدعى «بايونيتا». كما أنها تمتلك الهجمات السحرية ويمكنها أن تستخدم شعرها لاستدعاء شياطين لقتل أعدائها.

## في وسائط أخرى
ظهرت بايونيتا أيضا كشخصية قابلة للعب في لعبة سوبر سماش برذرز فور نينتندو 3دي إس و وي يو وشملت الإضافة اللباس الأصلي ومعظم حركاتها القتالية، مع بعض الرقابة من أجل أن تكون مناسبة للتقييم العمري للعبة.

## روابط خارجية
- بايونيتا على موقع IMDb (الإنجليزية)